# Scott Jay Horowitz
Scott Jay Horowitz dr. (Philadelphia, Pennsylvania, 1957. március 24. –) amerikai mérnök, pilóta, űrhajós.

## Életpályája
1978-ban az California State Universityn szerzett mérnöki oklevelet. 1979-ben  a Georgia Institute of Technology keretében repülőmérnöki ismeretekből doktorált. 1982-ben megvédte doktori diplomáját. A Lockheed Corporation tudósa. Csatlakozott az Haditengerészethez (USAF) , ahol pilóta kiképzést kapott. Szolgálati repülőgépe az F–15 volt. 1990-ben tesztpilóta kiképzésben részesült.
1992. március 31-től a Lyndon B. Johnson Űrközpontban részesült űrhajós kiképzésben. Négy űrszolgálata alatt összesen 47 napot, 10 órát és 41 percet (1138 óra) töltött a világűrben. Űrhajós pályafutását 2004 októberében fejezte be. 2005-2007 között rendszergazda (emberi Mars-kutatás) Exploration Systems Mission Igazgatóságán.

## Űrrepülések
- STS–75, a Columbia űrrepülőgép 19. repülésének pilótája. A Spacelab mikrogravitációs laboratóriumban (USMP–3) a legénység 12 órás váltásokban dolgozott. Pályairányba állítottak egy olasz műholdat. Első űrszolgálata alatt összesen 15 napot, 17 órát és 41 percet (378 óra) töltött a világűrben. 10 460 000 kilométert (6 500 000 mérföldet) repült, 252 kerülte meg a Földet.
- STS–82, a Discovery űrrepülőgép 22. repülésének pilótája. A legénység több űrséta (kutatás, szerelés) alatt a Hubble űrtávcső (HST) nagyjavítását végezte. Második űrszolgálata alatt összesen 9 napot, 23 órát és 31 percet (240 óra) töltött a világűrben. 10 500 000 kilométert (6 500 000 mérföldet) repült, 149 kerülte meg a Földet.
- STS–101, a Atlantis űrrepülőgép 21. repülésének pilótája. Harmadik alkalommal kötöttek ki a ISS fedélzetén. Több mint 3000 kilogramm berendezések és kellékeket szállítva. A legénység tagjai közül rajta kívül Uszacsov és Susan Helms később hosszú távú űrszolgálatot teljesített. Harmadik űrszolgálata alatt összesen 9 napot, 20 órát és 10 percet (236 óra) töltött a világűrben. Negyedik 6 órás űrséta alatt (kutatás, szerelés) különböző munkálatokat végeztek. 6 600 000 kilométert (4 100 000 mérföldet) repült, 155 alkalommal kerülte meg a Földet.
- STS–105, a Discovery űrrepülőgép 30. repülésének parancsnoka. 11. küldetés az ISS fedélzetére. Kipakolták az olasz MPLM teherűrhajó 4082 kilogramm rakományát. Harmadik űrszolgálata alatt összesen 11 napot, 21 órát és 13 percet (285 óra) töltött a világűrben. Kettő űrséta alatt összesen 11 óra és 45 percet töltött az űrállomáson kívül. 6 900 000 kilométert (4 900 000 mérföldet) repült, 185 alkalommal kerülte meg a Földet.